# Ligue latine
Pour les articles homonymes, voir Latin (homonymie).

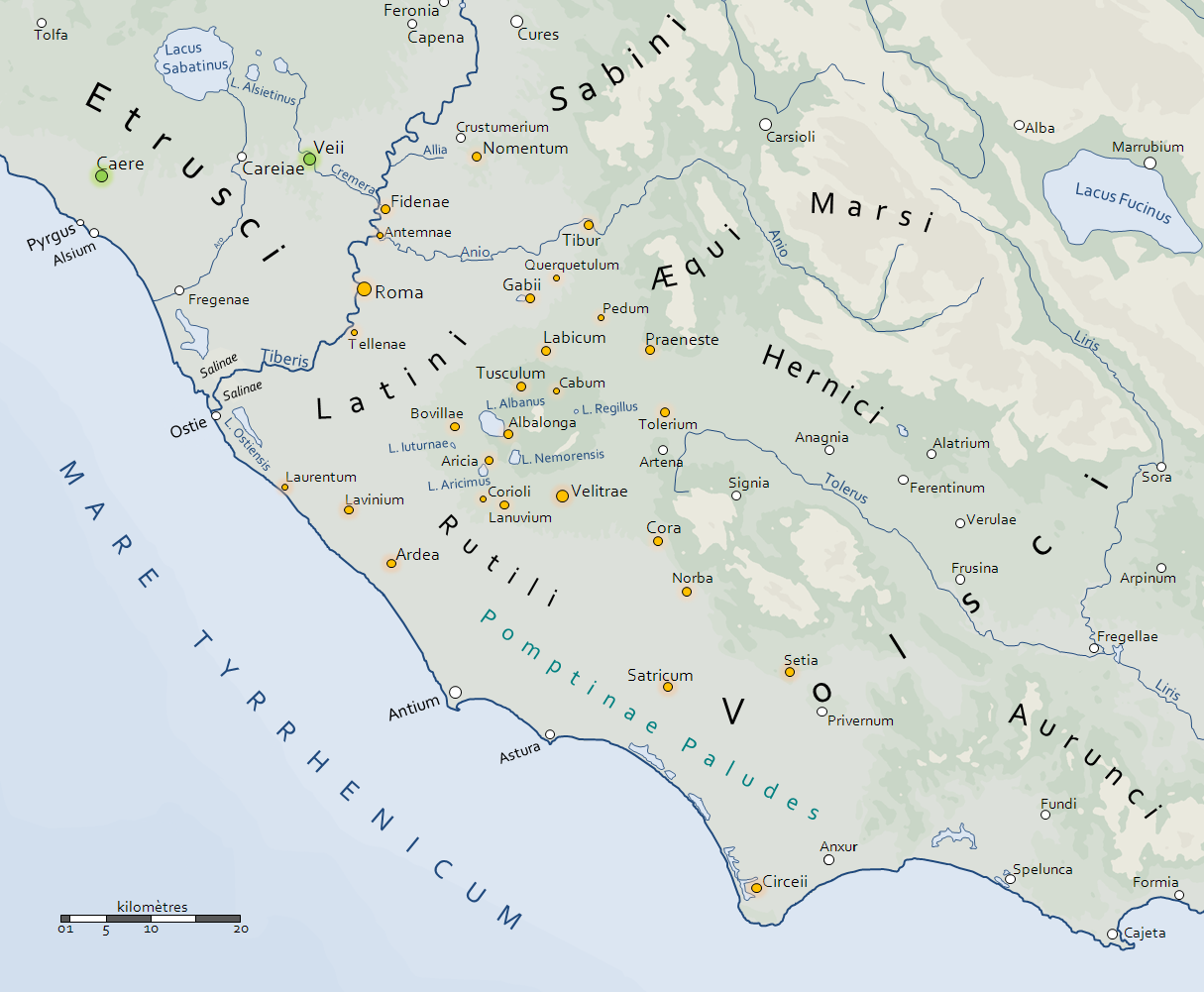
Carte du Latium antique : en orange les villes qui ont pu appartenir à la Ligue Latine. En vert, deux cités étrusques de la Dodécapole.

La Ligue latine était une confédération à la fois religieuse et politique, réunissant environ trente cités et tribus du Latium antique, et qui avait pour but d'organiser une défense mutuelle contre les agressions extérieures. La Ligue fut fondée au cours du VIIe siècle av. J.-C., puis dissoute en 338 av. J.-C.

## Dénomination
Le terme s'est forgé dans l'historiographie contemporaine : il n'existe pas de mot latin particulier pour désigner la « Ligue latine », les auteurs antiques utilisant les termes plus généraux de Latini ou de nomen Latinum.

## Organisation
Dans l'Occident ancien, la constitution de confédérations réunissant plusieurs cités est fréquente. En Italie par exemple, les douze cités étrusques d'Étrurie forment une confédération baptisée Dodécapole, mais on trouve également la ligue samnite, la ligue des Èques ou encore des Volsques.
Pour des raisons religieuses, le nombre de membres est maintenu autour de trente. Ce serait lié à la tradition qui veut qu'Énée ait été guidé en Italie par une truie qui donne naissance à trente petits. L'organisation fédérale des Latins encadre leur vie politique, juridique et religieuse, au travers de traités commerciaux, des mariages et des libertés individuelles dont chacun jouit au sein de la Ligue. Cette dernière est dirigée par un concilium Latinorum (en français : « assemblée des Latins ») qui s'efforce de gouverner la Ligue par des décisions communes (imperium communi consilio administrare). À tour de rôle, chaque cité latine nomme un dictator Latinus (en français : « dictateur des Latins ») pour présider aux cérémonies religieuses et diriger les opérations militaires et diplomatiques.

### Membres de la Ligue latine
Il paraît aujourd'hui impossible de dresser la liste exhaustive des membres de la Ligue. Sa constitution a évolué tout au long de son existence. Un fragment d'une inscription, relevé par Caton l'Ancien, nous apprend que les villes de Tusculum, Aricia, Lanuvium, Lavinium, Cora, Tibur, Pometia et Ardea ont été membres en même temps de la Ligue. L'inscription ne donne pas le nom de Rome mais donne comme dictator latinus un magistrat de Tusculum.
Parmi les membres hypothétiques, qui ne l'ont pas forcément été en même temps, on peut citer : Albe la Longue, Antemnae, Antium, Ardée, Aricie, Bovillae, Bubentum, Cabum, Cora, Carventum, Circei, Corioles, Corbio, Fidènes, Fortinea, Gabies, Labicum, Lanuvium, Lavinium, Laurentum, Nomentum, Norba, Préneste, Pedum, Querquetula, Rome, Satricum, Scaptia, Setia, Tollenae, Tibur, Tusculum, Tolerium et Velitrae.
Il semble que lors du règne de Tarquin le Superbe à Rome, ce dernier ait pris le commandement de la Ligue et l'ait étendu aux peuples voisins des Herniques et des Volsques, portant le nombre de membres à quarante-sept.
Le centre de la Ligue se déplace en fonction du prestige de ses membres. Des cités comme Lavinium, Aricia ou Rome revendiquent le rôle de centre politique et religieux après la destruction d'Albe la Longue. Chaque cité tente d'établir un sanctuaire dédié à un culte fédéral afin d'asseoir sa légitimité. Aricia et Lavinium s'appuient sur la proximité du bois sacré de la Diane de Nemi, dédié par Egerius Baebius de Tusculum, alors dictateur de la Ligue, en présence de délégués d'au moins huit peuples latins, avant 508.

### Cultes fédéraux
Les cités latines célèbrent des cultes fédéraux dont le plus important est celui dédié à Jupiter Latiaris, forme divinisée du roi Latinus, perçu comme l'ancêtre commun de tous les Latins. Pour la célébration de ce culte, les Latins se rassemblent une fois par an à Albe la Longue, lors des Féries latines (feriae Latinae), ce qui fait d'Albe le centre religieux de la Ligue. Un sacrifice commun est alors effectué au sommet du Mont Albain en l'honneur de Jupiter Latiaris.
Lavinium semble être un autre centre religieux, plus ancien mais de moindre importance. Dans cette ville se trouve un sanctuaire, le Frutinal, dédié à Vénus Frutis et commun à tous les Latins. On y célèbre également les cultes des Pénates et de Vesta, ainsi que de Sol Indiges. On trouve d'autres sanctuaires fédéraux à Ardée, à Rome (Diane Aventine) et à Aricie (Diane Aricine).
Férentina, divinité protectrice de Ferentium, est assimilée par les Romains et devient peu à peu la déesse protectrice de la Ligue car c'est dans un bois qui lui est consacré, où se trouve la source Férentine (ad aquam Ferentinam), que se réunissent les peuples latins depuis le VIe siècle av. J.-C. ou le début du Ve siècle av. J.-C., avant la bataille du lac Régille, et jusqu'en 340. C'est dans ce bois, situé à proximité de la via Appia, à l'ouest d'Albanum, à 25 kilomètres de Rome, que les décisions impliquant les membres de la Ligue sont prises. La proximité du lieu de réunion avec Rome suggère l'importance de l'influence de celle-ci sur les autres cités.

## Histoire

### Fondation de la Ligue
À l'origine, vers le VIIIe siècle av. J.-C., il semble que la Ligue naisse de la volonté des tribus latines installées autour d'Albe la Longue, des communautés qui n'ont pas encore fondé de villes, de protéger l'important lieu de culte qu'est devenu le Mont Albain. Ces populations, soumises à l'autorité d'Albe et qui vont en grande partie peupler les colonies fondées par les Albains, sont désignées dans les textes antiques par le terme de Prisci Latini,. Pline l'Ancien donne une liste de trente colonies albaines qui participent aux célébrations des Féries latines en l'honneur de Jupiter Latiaris sur le Mont Albain. À cette époque, la cité de Lavinium (dont Albe est une colonie) et Rome n'appartiennent pas à la Ligue, la première parce qu'elle semble étrangère à la réunion des tribus albaines et la deuxième parce qu'elle n'est pas encore fondée. Néanmoins, parmi les trente populi Albenses cités par Pline l'Ancien figurent deux tribus qui ont pu occuper le site de Rome : les Velienses, probables habitants de la Velia, et les Querquetulani, probables résidents du Caelius.

### Relations entre la Ligue et la Rome monarchique
Il semble que Rome intègre la Ligue à la suite de la guerre contre Albe dont un des évènements, le triple duel entre Horaces et Curiaces, peut être interprété comme un rite initiatique d'admission au sein de la Ligue. D'après Denys d'Halicarnasse, l'hégémonie sur la Ligue est perdue par Albe au profit de Rome quelques années plus tard, toujours sous le règne de Tullus Hostilius. Sous les règnes de ses successeurs, Rome continue d'étendre sa domination par les armes sur les cités de la Ligue. Servius Tullius tente ensuite d'élever Rome au rang de centre religieux en consacrant un sanctuaire à Diane sur l'Aventin, en dehors des limites du Pomœrium et donc accessible à tous les Latins. Le culte semble avoir rencontré un grand succès, au point que durant la guerre des Latins coalisés contre Rome pour rétablir Tarquin le Superbe sur son trône, les Latins se sentent obligés de consacrer un nouveau sanctuaire à Diane près d'Aricie. Néanmoins, le culte de Diane Aventine ne se substitue pas à celui de Jupiter Latiaris qui est toujours célébré annuellement près d'Albe.
Vers 508 av. J.-C., Porsenna, le roi étrusque de Chiusi, investit la ville de Rome et tente d'étendre sa domination sur les environs. Il envoie son fils Arruns mettre le siège devant Aricie, visant ainsi le nouveau centre de la Ligue. Les cités de la Ligue, qui sont directement menacées, interviennent avec l'aide des troupes de Cumes, menées par le tyran Aristodème, preuve de l'importance de l'enjeu. Arruns est tué lors des combats et les Étrusques sont refoulés au-delà du Tibre, libérant Rome.

### La Ligue latine desVeetIVesièclesav. J.-C.
Peu après, certaines cités latines se coalisent contre Rome à l'appel de Tarquin qui a été chassé. La confrontation a lieu près du lac Régille, entre 499 et 496 av. J.-C., et voit la victoire des Romains menés par le dictateur Aulus Postumius Albus. En 493 av. J.-C., la République romaine, en position de force, conclut un accord avec la Ligue appelé le fœdus Cassianum, du nom du consul Spurius Cassius Vecellinus qui ratifie le traité. Ce dernier établit une paix perpétuelle entre les membres de la Ligue et prévoit une assistance mutuelle en cas de guerre. Rome réintègre donc la Ligue mais en tant que cité-état traitant d'égal à égal avec l'ensemble des autres cités latines,.
Au sud, la ville de Préneste est directement menacée par les Èques, les Volsques et les Herniques. La Ligue réduit la menace vers 486 av. J.-C. en passant une alliance avec le peuple des Herniques dont les tribus forment également une ligue autour de la ville d'Anagni. Les années qui suivent sont prospères, l'accord prévenant le Latium de toute invasion et permettant de faire campagne à l'extérieur contre les peuples demeurés hostiles comme les Èques et les Volsques. Mais peu à peu, au cours du Ve siècle av. J.-C., chaque cité reprend son indépendance et s'engage dans des guerres sans concertation avec les autres membres de la Ligue. C'est particulièrement le cas de Rome qui prend progressivement le contrôle de la Ligue.
Les liens unissant les membres de la Ligue se desserrent encore après l'invasion gauloise du début du IVe siècle av. J.-C. Rome reproche aux autres cités et aux Herniques de ne pas l'avoir soutenu face aux Gaulois de Brennus. Les cités latines comme Tibur ou Préneste s'émancipent et n'hésitent pas à faire appel aux Gaulois ou aux Volsques pour défendre leurs intérêts. Sous l'impulsion de Rome qui étend sa domination sur le Latium, Tibur réintègre la Ligue Latine en 359 av. J.-C., ainsi que Préneste, Nomentum et Pedum entre 358 et 353 av. J.-C. La Ligue Latine est restaurée et retrouve un équilibre comparable à celui qui a suivi le traité de Cassianum : Rome s'arroge un rôle politique et militaire équivalent à l'ensemble des autres cités.

### La dissolution de la Ligue
En 354 av. J.-C., la Ligue conclut une alliance avec les Samnites de Capoue qui se protègent ainsi des tribus samnites des montagnes qui représentent une menace sur le nouvel état campanien. En 343 av. J.-C., les tribus montagnardes attaquent la ville de Teanum Sidicinum, capitale des Sidicins, située au nord de la Campanie. Ces derniers demandent l'aide des Campaniens de Capoue qui eux-mêmes en appellent à Rome. Les Romains repoussent les montagnards mais dans le Latium, plusieurs cités de la Ligue se soulèvent contre l'hégémonie romaine. Rome renouvelle alors son alliance avec les Samnites des montagnes afin de sécuriser ses arrières et faire face aux rebelles. La paix de 341 av. J.-C. met fin à la première guerre samnite qui est immédiatement suivie de la Guerre latine. La lutte entre Rome et les cités latines, auxquelles se sont ralliés les Sidicins, dure deux ans. Finalement, les Romains l'emportent et soumettent les Latins. La Ligue, son armée fédérale et ses instances judiciaires sont dissoutes en 338 av. J.-C. et les cités latines perdent leur indépendance. Néanmoins, les Romains ne réservent pas le même sort à tous les Latins : Lavinium, Aricia, Nomentum, Pedum et Tusculum ont le droit de cité mais sans participation aux élections (civitas sine suffragio), Velitrae est détruite et ses habitants déplacés sur la rive droite du Tibre et une colonie est installée à Antium dont le port devient romain,. De rares cités, comme Préneste ou Tivoli, conservent une certaine autonomie, en étant toutefois alliées (socii) de Rome jusqu'à la guerre sociale, à l'issue de laquelle elles deviennent des municipes. Dans tous les cas, les Latins doivent dorénavant s'inscrire au cens et servir dans l'armée romaine ce qui en décuple les effectifs.